# Tultepec kommun
Tultepec är en kommun i Mexiko. Den ligger i delstaten Mexiko, i den centrala delen av landet, cirka 30 kilometer norr om huvudstaden Mexico City. Huvudorten i kommunen är Tultepec. Kommunen hade 91 808 invånare vid folkräkningen 2010, varav knappt 65 000 bodde i kommunhuvudorten. Tultepec ingår i Mexico Citys storstadsområde och kommunens area är 27,22 kvadratkilometer.